# Beilschmiedia diversiflora
Beilschmiedia diversiflora là loài thực vật có hoa trong họ Nguyệt quế. Loài này được Pierre ex Robyns & R.Wilczek miêu tả khoa học đầu tiên năm 1950.